# 普利茅斯鎮區 (北卡羅萊納州華盛頓縣)
普利茅斯鎮區（英語：Plymouth Township）是位於美國北卡羅萊納州華盛頓縣的一個鎮區。

## 地方資料
普利茅斯鎮區的面積為193.21平方千米，皆為陸地。根據2020年美國人口普查的數據，當地共有人口6068人，而人口密度為每平方千米31.41人。